# Montbazon
 Montbazon  es una población y comuna francesa, situada en la región de  Centro, departamento de Indre y Loira, en el distrito de Tours y cantón de Montbazon.

## Demografía
| 1622 | 1903 | 2447 | 3011 | 3354 | 3434 |
| Para los censos de 1962 a 1999 la población legal corresponde a la población sin duplicidades (Fuente: INSEE [Consultar]) |      |      |      |      |      |